# ボフスラーウ地区

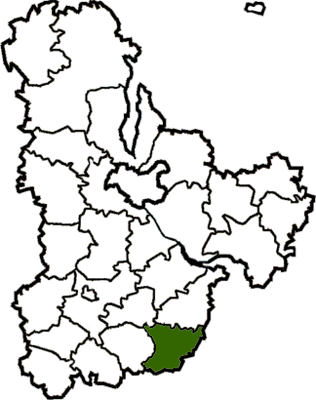
キーウ州における旧ボフスラーウ地区の位置。

ボフスラーウ地区（ボフスラーウちく、ウクライナ語：Богусла́вський райо́н）はウクライナのキーウ州に属する地区であった。キーウ州の南部に位置していた。旧地区庁所在地はボフスラーウ市であった。
2020年7月のウクライナ最高議会の立法による地方自治体行政区画改革によって、かつてキーウ州に26あった地区（ラヨン）は7ラヨンに統廃合され、ボフスラーウ地区は廃止された。41あった下位の市と村はビーラ・ツェールクヴァ地区かオブーヒウ地区のどちらかへ編入された。

## 概要
1923年3月7日に編成された。1925年に廃止となったが、1933年に再編成された。1962年にタラッシュチャ地区、1965年にムィローニウカ地区に併合された。1965年に三度目に独立した地区として編成された。
面積は772km²（2006年）。人口は40,575人で、9割はウクライナ人。都市人口は16,911人（2006年）だった。
2020年に行政区画改革により廃止された。廃止前の旧市町村数は41。市は1つ、村は40だった。

## 旧市町村
市
1. ボフスラーウ　（Богуслав）

村
| 1. イヴァーニウカ （Іванівка） 2. イーウクィ （Івки） 3. イサーイクィ （Ісайки） 4. ヴィリホヴェーツィ （Вільховець） 5. オレクシーイウカ （Олексіївка） 6. カランディーンツィ （Карандинці） 7. カルィーニウカ （Калинівка） 8. クィダニーウカ （Киданівка） 9. クラスノホロードカ* （Красногородка） 10. コリャーキウカ* （Коряківка） 11. サーヴァルカ （Саварка） 12. ザクーティンツィ* （Закутинці） 13. シチェルバーシェンツィ* （Щербашенці） 14. ジーブリウカ* （Дібрівка） 15. シュープィクィ （Шупики） 16. スィヌィーツャ （Синиця） 17. セムィホールィ （Семигори） 18. ソフィーイカ* （Софійка） 19. チャーイクィ （Чайки） 20. ディーブィンツィ （Дибинці） | 1. デシュクィー （Дешки） 2. テプティーイウカ （Тептіївка） 3. ドムィトレーンクィ* （Дмитренки） 4. トゥーヌィクィ （Туники） 5. ビイウツィー （Біївці） 6. フータ* （Гута） 7. ブラーネ・ポーレ* （Бране Поле） 8. ホヒトヴァー （Хохітва） 9. ボロダニー （Бородані） 10. ポターシュニャ （Поташня） 11. ポベレージュカ* （Побережка） 12. ポロヴェーツィケ （Половецьке） 13. ムィサーイリウカ （Мисайлівка） 14. ムィタイーウカ* （Митаївка） 15. ムィハーイリウカ （Михайлівка） 16. メードヴィン* （Медвин） 17. モスカレーンクィ （Москаленки） 18. ヤツュクィー （Яцюки） 19. リュタリー （Лютарі） 20. ロズコーパンツィ （Розкопанці） |

* ビーラ・ツェールクヴァ地区へ編入。無印はオブーヒウ地区へ編入。

## 名所

### 教会
- 三位一体聖堂　（ボフスラーウ）
- 生神女庇護聖堂　（ボフスラーウ）
- 生神女就寝聖堂　（ヴィリホヴェーツィ）
- 洗礼者イヴァン記念聖堂　（ボフスラーウ）
- 洗礼者イヴァン聖堂　（ロズコーパンツィ）
- 聖ムィコラーイ修道院（ボフスラーウ）

### 博物館
- イヴァン・ソシェーンコ記念博物館　（ボフスラーウ）
- 応用美術博物館　（ボフスラーウ）
- ポクラース商人住宅　（ボフスラーウ）
- ボフスラーウ歴史博物館　（ボフスラーウ）
- マルコー・ヴォウチョーク住宅　（ボフスラーウ）

### 遺跡
- 大蛇の長城　（サーヴァルカ、リュタリー）
- キエフ大公国時代の集落跡　（ポロヴェーツィケ、メードヴィン）
- スキタイ人の墳丘墓（メードヴィン、サーヴァルカ）